# Pernwaldhaus

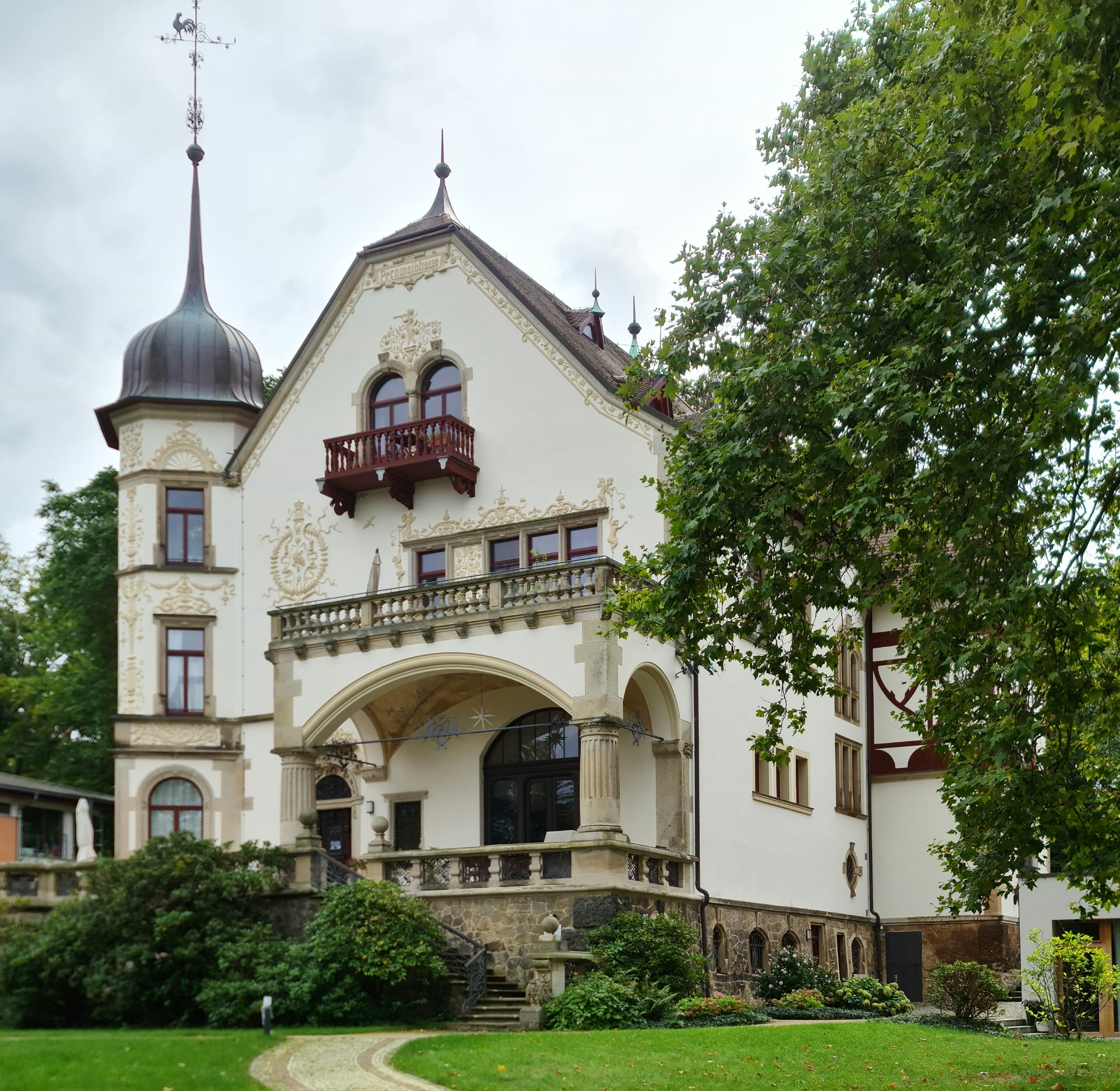
Villa Muttersegen (Fassade Goetheallee)

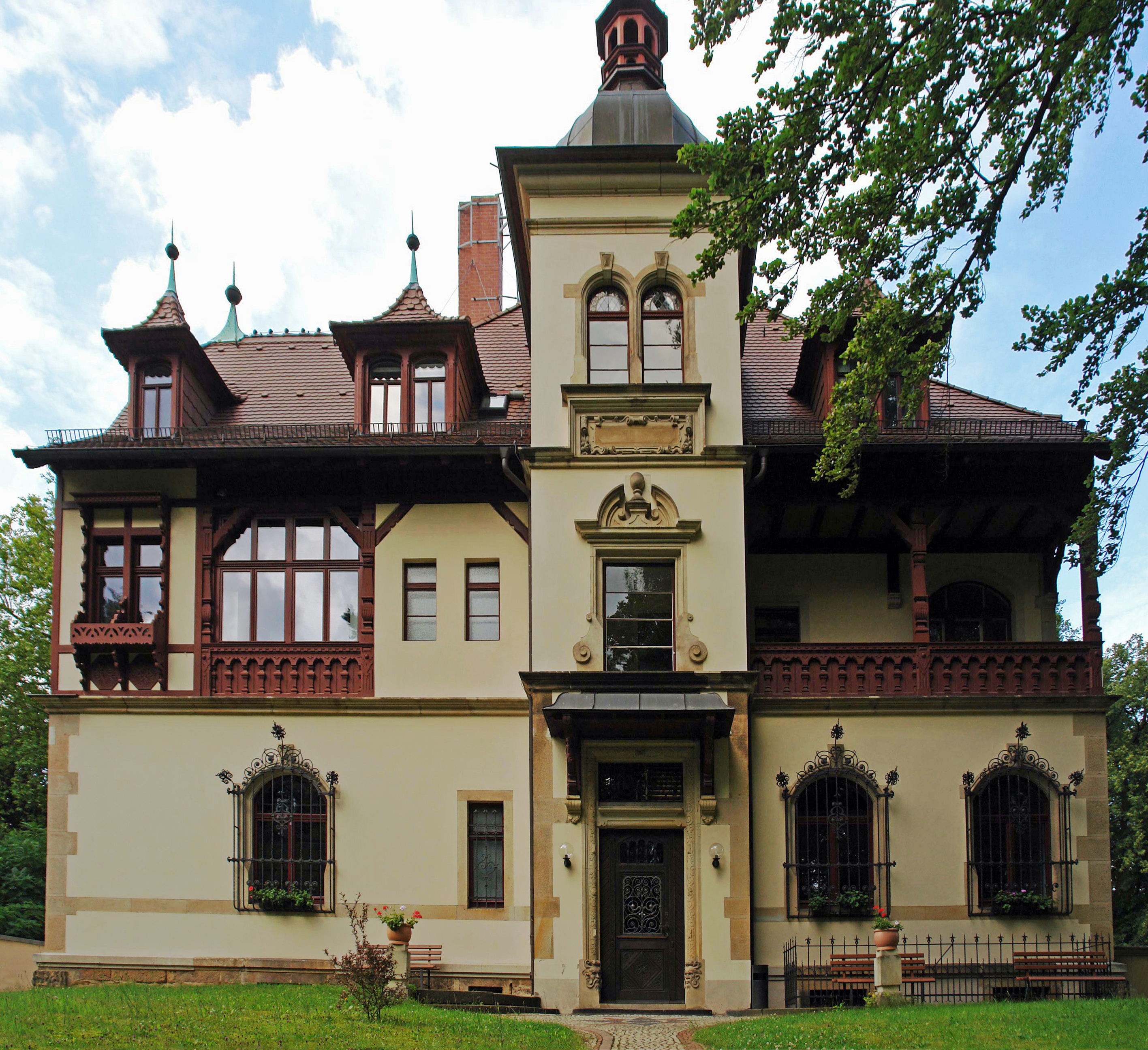
Villa Muttersegen (Gartenfassade)

Das Pernwaldhaus (auch Villa Muttersegen) ist eine denkmalgeschützte Villa im Landhausstil in der Goetheallee 24 in Dresden.
Die Villa wurde 1892 in Blasewitz nach Entwürfen von Schilling & Graebner für Franz Schönthan von Pernwaldt erbaut. Der Bauherr bewohnte das nach ihm benannte Haus jedoch nur bis 1894. Das Pernwaldhaus hat einen unregelmäßigen Grundriss und zeigt Fachwerkelemente. Eine Terrasse erstreckt sich über dem Portal. Seitlich flankiert das Haus ein Treppenturm mit welscher Haube. Zur Goetheallee präsentiert sich ein reich verzierter Giebel. Die Villa wurde denkmalgerecht saniert.
Nachdem Schönthan die Villa 1896 verkauft hatte, beherbergte sie das königlich-niederländische Generalkonsulat und eine Bildungsanstalt für höhere Töchter der schweizerischen Pädagogin Anna Paulini. Nach dem Zweiten Weltkrieg gehörten die Rote Armee und der FDGB zu ihren Nutzern. Das Europäische Institut für postgraduale Bildung (EIPOS), ein An-Institut der Technischen Universität, nutzte die Villa von 1992 bis Ende 2014.